# Ribeiro Gonçalves
Ribeiro Gonçalves là một đô thị thuộc bang Piauí, Brasil. Đô thị này có diện tích 3979,036 km², dân số năm 2007 là 6339 người, mật độ 1,59 người/km².